# Amt Barth
Het Amt Barth is een samenwerkingsverband van 10 gemeenten in het  Landkreis Vorpommern-Rügen in de Duitse deelstaat Mecklenburg-Voor-Pommeren. Het Amt telt 15.034 inwoners. Het bestuurscentrum bevindt zich in de stad Barth.

## Gemeenten
1. Barth, stad * (8.609)
2. Divitz-Spoldershagen (451)
3. Fuhlendorf (819)
4. Karnin (212)
5. Kenz-Küstrow (533)
6. Löbnitz (574)
7. Lüdershagen (565)
8. Pruchten (715)
9. Saal (1.411)
10. Trinwillershagen (1.145)